# بانک رهنی ایران

## تاریخچه
در سال ۱۳۱۷ خورشیدی وزارت دارایی بانک رهنی را به عنوان نخستین بانک تخصصی در امر مسکن و ساختمان و سومین بانک دولتی کشور، بنیان گذاشت. سرمایه دو میلیون تومانی اولیه بانک از محل «ذخیره پشیز» یعنی ذخیره پول خرد تأمین و لایحه تأسیس آن در ۲۵ دی ۱۳۱۷ به تصویب مجلس شورای ملی رسید. 
موضوع فعالیت بانک رهنی، اعطای تسهیلات مسکن، در قبال رهن اموال غیرمنقول با هدف خرید، احداث، تعمیر، تکمیل و اعطای اعتبار به شرکت‌های ساختمانی بود. فعالیت‌های این بانک درزمینه خانه سازی انبوه از سال ۱۳۲۳ تا ۱۳۵۷ چشمگیربود. 
در سال ۱۳۳۴ درآمد حاصل از فروش زمین‌های یوسف‌آباد تهران به تأسیس "بانک ساختمان" اختصاص داده شد.
پس از انقلاب ۱۳۵۷ براساس لایحه قانونی اداره امور بانک‌ها مصوب هفدهم خرداد ۱۳۵۸ شورای انقلاب اسلامی، تمامی بانک‌های کشور ملی اعلام و بانک رهنی ایران در بانک مسکن ادغام شد.
بانک مسکن از ادغام چندین بانک تحت عنوان بانک رهنی ایران، بانک ساختمان، بانک شرکت سرمایه‌گذاری‌ ساختمانی ایران، بانک اکباتان، بانک پاسارگاد و شرکت پس‌انداز وام مسکن کوروش، در تهران و در شهرستان‌ها شرکت‌های پس‌انداز وام مسکن مشهد، تبریز، شیراز، اصفهان، اهواز،گیلان، همدان، کرمانشاه،مازندران، گرگان، سمنان و آبادان تشکیل گردید. ترکیب جدیدی که تحت عنوان بانک مسکن فعالیت‌های بانکی خود را در بخش ساختمان شروع نمود، طیف غالب آن را از هر حیث همچون فعالیت‌های بانک رهنی ایران  در قالب جدید است.